# Il banco dei pugni
Il banco dei pugni (Hardcore Pawn) è un reality show statunitense. Negli Stati Uniti è stato trasmesso, su TruTV, dal 16 agosto 2010 al 6 aprile 2015. In Italia è andato in onda dal 2012 al 2016 su DMAX, Blaze e, in precedenza, da Explora; dal 2022, in streaming, su Pluto TV.

## Trama
Il programma segue il lavoro degli impiegati dell'American Jewelry and Loan, il più grande banco dei pegni di Detroit. Il negozio viene gestito dal proprietario, Les Gold, e dai suoi figli, Seth e Ashley.
I clienti che quotidianamente si recano all'American Jewelry and Loan possono impegnare, vendere, riscattare o acquistare qualsiasi oggetto. Quando i frequentatori del banco dei pegni tentano di vendere o impegnare qualcosa, spesso sono i primi a proporre un prezzo, ma i gestori cercano sempre di acquistare la merce al più basso importo possibile, per poi poter rivendere il comprato con un margine di guadagno consistente. Alcuni clienti cercano di sbarazzarsi degli oggetti più strani e impensabili, ma può anche capitare che un cliente contesti: a volte le discussioni degenerano nel turpiloquio, alcuni urlano, cercano il faccia a faccia, creano disordini e vengono conseguentemente allontanati dal negozio, spesso con l'intervento delle guardie del corpo per placare i principi di rissa.
Anche tra i protagonisti si sviluppano continui litigi. Ashley si ribella poiché si sente controllata dal padre e dal fratello. Seth compete con la sorella nella gestione del negozio e talvolta la fa arrabbiare al punto da farla piangere e andare via poiché contestata davanti a clienti e dipendenti; quest’ultima, inoltre, sfida il padre apportando continui cambiamenti finché capita che la situazione tra i due degeneri con liti e insulti pesanti. Les si considera il miglior gestore dell'attività e rimane costantemente deluso dai figli, i quali non agiscono col suo tatto e non ottengono i risultati da lui sperati. Infatti, Seth e Ashley diverse volte si trovano a contestare il padre poiché ritengono che compri oggetti inutili che occupano solo spazio all'interno del negozio e del magazzino.

## Cast
- Leslie "Les" Gold (1-13) è il proprietario del banco dei pegni più noto di Detroit, l'American Jewelry and Loan. Suo padre e suo nonno gestivano un altro banco dei pegni, il Sam's Loan, chiuso a seguito di una sparatoria nella quale perse la vita proprio suo padre. Les contratta spesso con i clienti, comportandosi in maniera diversa a seconda dell'oggetto in procinto di comprare. Solitamente tenta di acquistare un oggetto spendendo il meno possibile, ma a volte offre prezzi più generosi quando contratta con persone che raccontano storie toccanti. Quando però trova un interessante articolo da collezione non si lascia mai sfuggire l'affare, senza badare a spese. È convinto che ci sia un cliente per ogni articolo. Ogni tanto ha degli scatti d'ira, che coinvolgono clienti o dipendenti, ma a volte anche i figli Seth e Ashley. In vista del suo ritiro dal lavoro, lascerà il posto ai figli, ma è spesso insoddisfatto dalle loro prestazioni e deve spesso calmare le acque quando i due litigano. Consiglia diplomazia e fermezza nel trattare gli affari, ma a volte lui stesso si lascia andare ad alcune furiose litigate con i clienti irrispettosi. Nella versione italiana viene doppiato da Paolo Marchese.
- Lily Gold è la moglie di Les. Appare più volte nella prima stagione, nella quale dichiara di girare sempre armata. Viene doppiata da Aurora Cancian.
- Seth Gold (1-13) è il figlio minore di Les e Lily. Ha spesso opinioni contrastanti a quelle della sorella Ashley ed è continuamente in competizione con lei, ma ha assunto una posizione predominante da quando Ashley ha lasciato temporaneamente il banco dei pegni nella quarta stagione. Cerca di imitare il padre nella gestione degli affari e di superarlo presentando migliorie e innovazioni al negozio, non sempre apprezzate. Nella versione italiana è doppiato da Simone Crisari (stagioni 1-6; 10-13), da Gianluca Crisafi (stagioni 7-9) e da Raffaele Proietti nel doppiaggio per Explora HD.
- Ashley Gold, coniugata Broad (1-13) è la figlia maggiore di Les e Lily. A causa dei continui litigi con il fratello Seth, gestisce soltanto la compravendita di gioielleria. Non è sempre vista di buon occhio dalle dipendenti del banco dei pegni e non ha ereditato il fiuto per i buoni affari del padre, comprando solo seguendo le sue emozioni (cosa che a Les non sta bene). Ha avuto due figli nel periodo di assenza dal negozio nella quarta stagione. Si sente spesso poco rispettata e disprezzata dal padre e dal fratello. È doppiata da Emanuela D'Amico.
- Karen Mitchel è la nipote di Les. Viene assunta nella nona stagione. Si occupa dei gioielli in acciaio inossidabile. Spesso litiga con la cugina Ashley.
- Rich Pyle è un dipendente dell'American Jewelry and Loan da venticinque anni ed è molto amico della famiglia Gold. È esperto nel settore della compravendita e, in alcune situazioni, sembra addirittura che Les riponga maggior fiducia in lui che nei suoi figli. È inoltre un musicista e possiede un'ottima conoscenza dei vari strumenti musicali che i clienti portano in pegno. Verrà licenziato a seguito di un diverbio con Les per poi essere riassunto. Viene doppiato da Marco De Risi.
- Bobby J è l'addetto alla vendita online degli articoli acquistati in negozio. Inoltre, aiuta spesso Seth negli affari in sala vendite, ma a volte proprio Seth gli assegna compiti imbarazzanti. È doppiato da Mirko Mazzanti e Roberto Certomà.
- Dennis è un dipendente dell'American Jewelry and Loan. Nella versione italiana viene doppiato da Stefano Mondini.
- Bill è il più vecchio dipendente del negozio. Si occupa principalmente di comprare e vendere oro, oltre a pulire e mantenere ordinate le vetrine dove sono esposti i gioielli. Lavora all'American Jewelry and Loan da oltre trent'anni. Doppiato in alcuni episodi da Oliviero Dinelli.
- Byron è un altro addetto alla sicurezza. Ne diventa il capo durante l'ottava stagione, dopo che Joel viene arrestato. Viene doppiato da Carlo Scipioni.
- Joel è l'enorme capo della sicurezza del banco dei pegni, con il compito di scortare fuori dal negozio le persone dalla cattiva condotta. Inoltre, aiuta spesso dipendenti e clienti a trasportare gli oggetti più pesanti. Rimane addetto alla sicurezza fino all'ottava stagione, quando viene arrestato per furto all'interno del negozio. È doppiato da Massimiliano Plinio.
- Robo è il capo della sicurezza del banco dei pegni fino alla quarta stagione, quando viene licenziato per aver morso una dipendente del negozio.
- Darren McCarty è un ex giocatore di hockey, molto famoso a Detroit. Dopo essere stato al banco dei pegni per vendere un oggetto, viene assunto come dipendente da Les e Seth.

## Cancellazione
Durante la nona stagione, truTV ha deciso di non ordinare altri episodi a causa della nuova direzione della rete. La rete infatti si stava concentrando sulla programmazione di commedie e ha deciso che Il banco dei pugni non si relazionava correttamente con altri programmi nel palinsesto della rete. Nessun altro network televisivo ha mostrato interesse per la serie, pertanto  la produzione si è interrotta nel 2014. 

## Accoglienza

### Ascolti
La serie su truTV ha registrato una media di 2,6 milioni di spettatori durante la sua sesta stagione.

### Paragoni conAffari di famiglia
Il programma è stato spesso associato al similare Affari di famiglia, anche se il tono del programma è meno leggero e si focalizza maggiormente sugli aspetti umani delle storie, piuttosto che sulla particolarità degli oggetti portati al negozio.
A causa della sua somiglianza con Affari di famiglia (Pawn Stars), Banco dei pugni (Hardcore Pawn) è stato descritto come un semplice programma derivativo e una speculazione commerciale sul successo del programma della famiglia Harrison. Al contrario, Les Gold afferma che il suo show è una vera e cruda rappresentazione di quello che è un vero banco dei pegni, ponendo l'attenzione sulle vicende umane e mostrando persone in reale difficoltà economica.
Secondo Marc Juris di truTV, ogni somiglianza tra i due programmi è casuale. Fece anche notare come Hardcore Pawn fosse in realtà già in via di sviluppo da più di un anno, e che due episodi pilota erano stati trasmessi nel dicembre 2009.

### Controversie
La prima stagione era concentrata sulle persone che impegnavano i propri beni e sul bisogno dei Gold di armarsi e di proteggersi nella pericolosa città di Detroit. Questo è stato ritenuto un argomento troppo cupo per la televisione e dalla seconda stagione ogni menzione al pericolo è stata abbandonata e le storie dei clienti sono state minimizzate a favore delle persone che vendono cose insolite, con Les a contrattare sul prezzo.
Al lancio del programma, il proprietario Les Gold affermò che ogni storia mostrata nel corso dello show sarebbe stata assolutamente genuina e non creata ad arte da sceneggiatori, produttori o protagonisti della trasmissione. Tuttavia, la giornalista del New York Post Linda Stasi ha messo in dubbio questa affermazione, suggerendo che alcune situazioni potrebbero essere scaturite da un copione scritto. Big Daddy, che ha partecipato in un episodio mai andato in onda nel 2011, osservò almeno una comparsa farsi spiegare ciò che avrebbe dovuto dire e fare. Ad esempio, ogni episodio presenta momenti in cui Les è presente dietro al bancone quando qualcuno porta qualcosa di insolito da vendere, una dinamica insolita, dato che lo stesso Les non sta principalmente al bancone. Le puntate sono anche modificate per seguire un formato regolare, dove due clienti indisciplinati vengono buttati fuori, uno spostamento nel parcheggio per trattare delle auto o dei camion in vendita e qualche discussione tra Ashley e Seth.

## Spin-off
Da Il banco dei pugni sono stati creati due spin-off:
- Combat Pawn, una serie sui dipendenti e sui clienti di Guns Plus, un negozio di armi situato vicino all'installazione militare di Fort Bragg nella Carolina del Nord. Originariamente sviluppato con il titolo Hardcore Pawn: Fort Bragg, Combat Pawn ha esordito su truTV domenica 15 luglio 2012 alle 22:30.
- Hardcore Pawn: Chicago, che presenta il Royal Pawn Shop di Chicago, un banco dei pegni di proprietà di due fratelli, Randy e Wayne Cohen, la cui famiglia opera nel settore da oltre 100 anni. La serie ha esordito il 1º gennaio 2013 ed è prodotta per truTV da Bischoff-Hervey Entertainment, con Eric Bischoff e Jason Hervey come produttori esecutivi.

Inoltre, Rich Pyle, uno degli impiegati, da allora ha lasciato lo show ed è diventato conduttore di un'altra serie televisiva per National Geographic, Meltdown, una serie incentrata sul riciclaggio di metalli preziosi. La serie ha esordito il 31 ottobre 2013.